# Teskánd
Teskánd (vyslovováno [teškánd]) je obec v Maďarsku v župě Zala, spadající pod okres Zalaegerszeg. Bezprostředně sousedí se Zalaegerszegem a jeho městskými částmi Virágszer a Vorhota. V roce 2015 zde žilo 1 135 obyvatel, přičemž (dle údajů z roku 2011) 98 % obyvatelstva tvoří Maďaři a 1,4 % Němci.
Sousedními vesnicemi jsou Babosdöbréte, Böde, Boncodfölde, Dobronhegy a Hottó, sousedním městem Zalaegerszeg.